# أسل هوكرياني
أسل هوكرياني (الاسم العلمي: Juncus hookerianus) نوع نباتي يتبع جنس الأسل وينتمي إلى الفصيلة الأسلية.